# کنجی روآ
کنجی روآ (انگلیسی: Kenji Roa؛ زادهٔ ۲۵ ژانویهٔ ۱۹۷۹) خواننده، صداپیشگی در ژاپن، بازیگر، و طبل‌زن اهل ژاپن است.